# Brutal Planet
Brutal Planet ist das 21. Studioalbum und 14. Soloalbum des US-amerikanischen Rockmusikers Alice Cooper aus dem Jahr 2000.

## Hintergrund
Brutal Planet zählt zu den wohl härtesten Alben Alice Coopers mit partiell Nu-Metal-lastigen Gitarrenklängen. Cooper setzte sie bewusst ein, um die „gesellschaftspolitischen und rebellischen Inhalte“ mit einem „mächtigen, bedrohlichen Sound“ zu versehen, der „darüber hinaus zweifellos als Produkt des neuen Millenniums identifizierbar“ sei. Wie beim Nachfolger Dragontown auch handle es sich um „vertonte Endzeitdramen - Action-Filme mit düsteren Science Fiction-Visionen, flankiert von einem aufwändigen Soundtrack.“ Daher verwendete er stilistisch an Bands wie Rage Against the Machine, Korn oder Limp Bizkit orientierte Klänge. Das Album wurde im Jahr 2000 in den Studios Blue Room sowie A&M Studios, Hollywood, mit Produzent Bob Marlette eingespielt. Als Singles wurden der Namensgeber sowie Gimme veröffentlicht.

## Titelliste
Alle Titel wurden von Alice Cooper und Bob Marlette geschrieben außer wo angegeben.
| No. | Titel                    | Autoren                        | Länge |
| --- | ------------------------ | ------------------------------ | ----- |
| 1.  | "Brutal Planet"          |                                | 4:40  |
| 2.  | "Wicked Young Man"       |                                | 3:50  |
| 3.  | "Sanctuary"              |                                | 4:00  |
| 4.  | "Blow Me a Kiss"         | Cooper, Marlette, Bob Ezrin    | 3:18  |
| 5.  | "Eat Some More"          |                                | 4:36  |
| 6.  | "Pick Up the Bones"      |                                | 5:14  |
| 7.  | "Pessi-Mystic"           | Cooper, Marlette, Brian Nelson | 4:56  |
| 8.  | "Gimme"                  |                                | 4:46  |
| 9.  | "It's the Little Things" |                                | 4:11  |
| 10. | "Take It Like a Woman"   |                                | 4:12  |
| 11. | "Cold Machines"          |                                | 4:14  |

| No. | Titel                             | Länge |
| --- | --------------------------------- | ----- |
| 12. | "Can't Sleep, Clowns Will Eat Me" | 4:09  |

| No. | Titel                           | Autoren                             | Länge |
| --- | ------------------------------- | ----------------------------------- | ----- |
| 12. | "It's the Little Things" (live) |                                     | 5:19  |
| 13. | "Wicked Young Man" (live)       |                                     | 3:32  |
| 14. | "Poison" (live)                 | Cooper, Desmond Child, John McCurry | 4:52  |
| 15. | "My Generation" (live)          | Pete Townshend                      | 1:32  |
| 16. | "Total Rock Rockumentary"       |                                     | 35:48 |

## Mitwirkende
| Bandmitglieder - China – Gitarre - Alice Cooper – Gesang - Bob Marlette – Bass, Keyboard, Rhythmusgitarre - Ryan Roxie – Gitarre - Eric Singer – Schlagzeug - Phil X – Gitarre Gastmusiker - Sid Riggs – Programmierung, Tongestaltung - Eva King – Arrangement (Streichinstrumente) - Natalie Delaney – Begleitgesang (Brutal Planet) | Produktion - Dave Collins – Mastering - Bob Ezrin – Ausführende Produktion - Bob Marlette – Abmischung, Arrangement, Engineering, Musikproduktion - Dave Reed – Engineering - German Villacorta – Engineering Tonstudios - A&M Studios, Los Angeles, CA - Blue Room, Woodland Hills, CA |

## Rezeption

### Rezension
Joe Viglione von AllMusic vergab drei von fünf Sternen für das Album. Er schrieb: „Cooper is ready to exterminate everyone and everything. And though listeners who love Alice Cooper know it’s all tongue in cheek, the bigger picture is that a known artist has created a very studied, very calculated, and very electric compact disc. It works on so many levels, and how many listeners had written Cooper off? There may be no song here that will brand itself into the consciousness as School’s Out or Elected did, but those were different times. This is more powerful than most rap. It is direct. It is hard hitting. It is Alice Cooper at his most absolute sinister.“

### Charts und Chartplatzierungen
| ChartsChartplatzierungen       | Höchstplatzierung | Wochen |
| ------------------------------ | ----------------- | ------ |
| Deutschland (GfK)              | 23 (4 Wo.)        | 4      |
| Österreich (Ö3)                | 49 (1 Wo.)        | 1      |
| Schweiz (IFPI)                 | 66 (4 Wo.)        | 4      |
| Vereinigtes Königreich (OCC)   | 38 (2 Wo.)        | 2      |
| Vereinigte Staaten (Billboard) | 193 (1 Wo.)       | 1      |